# Automóvil blindado Fiat-Omski

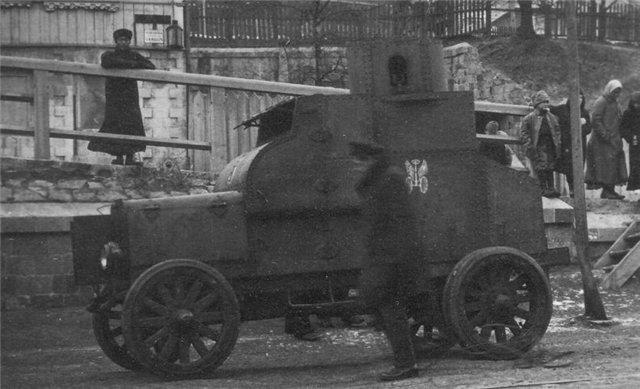
Un Fiat-Omsky en Vladivostok, 1919.

El Fiat-Omsky (en ruso: Фиат-Омский ) era un automóvil blindado ligero ruso utilizado por el Ejército Blanco en la Guerra Civil Rusa. Fue el único vehículo blindado producido en serie construido por el Ejército Blanco y fue utilizado exclusivamente por el Ejército siberiano en el Frente Oriental en las regiones de Siberia y el Lejano Oriente ruso.
Los vehículos Fiat-Omsky fueron encargados por el almirante Alexander Kolchak, el principal comandante blanco del Frente Oriental, tras su regreso de los Estados Unidos. En ese momento, tanto el Ejército Blanco como el Rojo usaban carros blindados hechos a mano en número limitado. El Fiat-Omsky se construyó utilizando los chasis de Fiat Tipo 5 suministrados por los Estados Unidos, con diferentes variaciones equipadas con blindaje ligero y una o dos ametralladoras PM M1910 fijadas a los pasos de rueda en los patrocinadores. Hay discrepancias en la construcción del Fiat-Omsky, ya que no se conocen los registros de los diseñadores, así como la hora y el lugar de su fabricación. Según se informa, una serie de unos 15 vehículos se construyó entre 1918 y 1919 en Omsk, de ahí el nombre "Fiat-Omsky", mientras que otras fuentes afirman que se construyeron entre 1919 y 1920 en Vladivostok, el puerto donde se entregaron los armazones del Fiat. A pesar de haber tenido éxito en la batalla, los vehículos de Fiat-Omsky fueron capturados por las fuerzas rojas durante la derrota gradual del ejército blanco en el frente oriental, y muchos de los vehículos fueron desguazados. Dos de los coches entraron en servicio activo en el Ejército Popular Revolucionario de la República del Lejano Oriente hasta 1921, cuando fueron dados de baja. Muchos de los coches Fiat-Omsky sobrevivieron, y al menos uno se sabía que llegó a manos de los japoneses en la Segunda Guerra Mundial, sin embargo el destino de estos coches es desconocido.
- Datos: Q532132